# 阿吉特·纳拉亚南
阿吉·纳拉亚南（Ajit Narayanan，1981年8月21日—)，是FreeSpeech的发明者。Freespeech是一门具有嚴謹语法结构的图形语言。他还发明了Avaz，印度史上第一个辅助残障和儿童沟通的技术和设备。
阿吉荣获过《麻省理工大学科技评论》（MIT Technology Review）颁发的“全球35名35岁以下的青年发明家”奖项（TR35，2011年），以及由印度总统亲自颁发的“助力残障人士国家奖”（2010年）。
2013年，阿吉应邀請在TED全球大会上，就FreeSpeech技术发表演讲，目前演讲视频已经超过一百万人次观看。

## 早期生活及教育
阿吉在印度南部城市金奈长大，从小就对语言与数学有相当天赋。他本科在印度理工学院马德拉斯分校（IIT Madras）学习电气工程，大学期间因为优秀的学业成绩和课外活动，获得了“摩托罗拉大奖”；除此之外，他还很擅长知识竞赛，带队参加全国的大学生知识竞赛（University Challenge，2003）并夺得第一名；学校的杂志《The Fourth Estate》也是他主编的。
阿吉大学毕业后加入了American Megatrends公司，后移居美国。

## FreeSpeech 自由说
2013年2月，阿吉在TED大会上发表关于FreeSpeech（自由说）的演讲，这是一种新颖的语言结构，一种叫做FreeSpeech引擎的算法。
许多儿童都有复杂的、甚至多语言的沟通需求，FreeSpeech就是在这种需求下应运发明的。这是一个有语言意义的图形地图，词语在【问题—答案】的关系中被编码配对，用图形代表其意义，还可以为每个词语设置时态、数量等。这种结构的目标是，抓住语言的“真实意义”，而不是浅薄的表面，然后使用引擎来创造出代表这些意义的英文句子。
FreeSpeech独立于语言，使用图形来代表物体、动作甚至抽象的概念（比如过去式），这种语言可以代替单词，比如“I”（我）、“eat”（吃）。
FreeSpeech已经在许多有特殊需求的儿童群体（比如自闭症和语言障碍）中广泛测试过，用于教授他们语法。在听力障碍的儿童群体中，这项技术还被用于教儿童“识字”——看懂和学习美式手语，而手语与英语是完全不同的两门语言。
除了在残障领域的应用，印度国家政府也获得了FreeSpeech的授权，将其应用于Aakash平板电脑项目，为数千万印度儿童教授英语。

## Avaz
2010年，阿吉又发明了Avaz技术。这是一项辅助残障人士沟通的设备。只需要非常有限的肌肉运动，比如头部或者手部的运动，就可以生成语音，这项技术可以帮助有语言障碍的人群，如脑性麻痹、自闭症、智力障碍、失语症等，协助他们与人沟通。
在印度，Avaz已经作为一种沟通工具被广泛使用，后来被阿吉做成了一个平板电脑app。阿吉因为这项发明，在2010年被印度总统亲自授予“助力残障人士国家奖”。